# Rue Armand-Carrel (Rouen)
Pour l’article homonyme, voir Rue Armand-Carrel.
La rue Armand-Carrel est une voie publique de la commune française de Rouen.

## Situation et accès
La rue Armand-Carrel est une voie sur la rive droite de la Seine à Rouen.

## Origine du nom
Appelée initialement rue de Joinville, elle porte le nom du journaliste Armand Carrel (1800-1836) depuis 1848.

## Bâtiments remarquables et lieux de mémoire
- Gabriel d'Alençon (1891-1956), facteur d'orgues, y a vécu au no 12A.
- Georges Thurin (1898-1958), architecte, né au no 29.
- Lucien Galimand (1904-1982), homme politique, né au no 12A.
- Camille Maurane (1911-2010), chanteur, y est né.

### Commerces
La rue est principalement dédiée aux commerces d'alimentation.